# Antipaxos

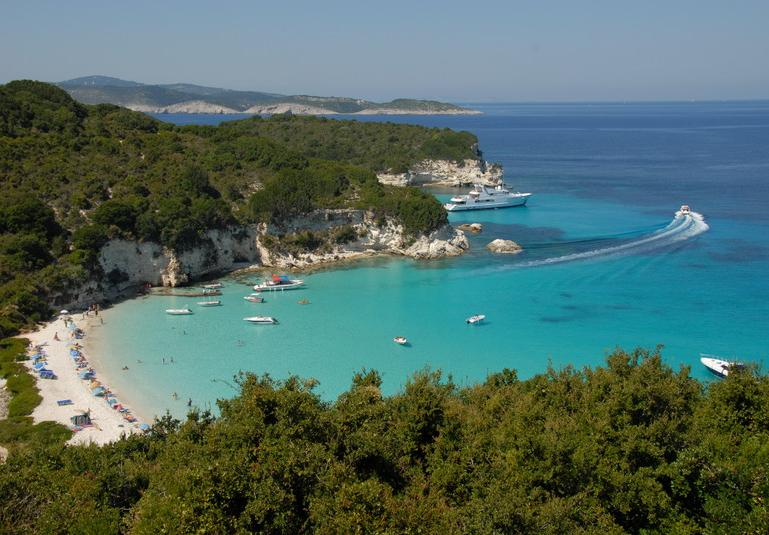

Antipaxos (grekiska: Αντιπαξοί, Andipaxoí) är en grekisk ö söder om Paxos i Joniska havet utanför Greklands västkust; en av Joniska öarna. Enligt 2001 års folkräkning fanns det 64 fast boende på ön. Ön har en hamn, Agrapidia där många familjer från Paxos har sommarstugor. Ön är känd för de spektakulära stränderna. 
På Antipaxos finns fler vinrankor än olivträd, vilket är ovanligt på de grekiska öarna.
Antipaxos har färjeförbindelse med Paxos.